# Triadillo monticola
Triadillo monticola är en kräftdjursart som beskrevs av Albert Vandel 1973D. Triadillo monticola ingår i släktet Triadillo och familjen Armadillidae. Inga underarter finns listade i Catalogue of Life.